# 팔레지유 마을역
팔레지유 마을역(Palézieux-Village)은 스위스 보주에 있는 팔레지유 마을에 서비스를 제공한다. 스위스 연방 철도의 표준궤 팔리지유-리스선의 중간 정류장이다.

## 운행편
2021년 12월 시간표 변경에 따라 다음 서비스는 팔리지유 마을에서 정차한다.
- RER 보 :
  - S8 : 팔레지유와 파예른 사이의 일요일을 제외한 시간별 서비스.
  - S9 : 로잔과 케르체르스.